# Uno-X (Danmark)
 Der er for få eller ingen kildehenvisninger i denne artikel, hvilket er et problem. Du kan hjælpe ved at angive troværdige kilder til de påstande, som fremføres i artiklen.

 For alternative betydninger, se Uno-X. (Se også artikler, som begynder med Uno-X)
Uno-X Mobility Danmark A/S er en virksomhed som driver ubemandede tankstationer og truckanlæg i Norge og Danmark. Virksomheden sælger også brændstof og olieprodukter i bulk til erhverv og privat.
Uno-X Mobility findes i Danmark og Norge og drives af Uno-X Mobility AS. Kæden er en del af Reitangruppen, som ejer varemærket i Danmark og Norge. Reitangruppen købte i 2006 HydroTexaco (som i 1995 var en fusion af Norsk Hydro og Texaco), som herefter blev til YX Energi og senere hen Uno-X Mobility Danmark A/S.
Uno-X navnet stammer oprindeligt fra et dansk selskab, der blev etableret af Peder Lysgaard og Johannes Jensen tilbage i 1958 i Herning.
I 1990 solgte de kæden til Norsk Hydro, der i 1995 fusionerede med Texaco i Norge og Danmark.
Herefter relancerede de Uno-X som Hydro Texaco’s billige selvbetjenings kæde.
Uno-X består i dag af tankstationer og truckanlæg i både Danmark og Norge. Kæden har samme logo i begge lande.
I første del af 2024 overgår 57 danske tankstationer til igen at blive Uno-X stationer. Disse stationer har i 15 år været drevet af Shell, og inden da af YX (nu Uno-X).